# 西爾尼齊亞
51°25′50″N 28°9′33″E / 51.43056°N 28.15917°E
西爾尼齊亞（烏克蘭語：Сирниця），是烏克蘭北部的村莊，隸屬日托米爾州的科羅斯滕區。該村面積0.77平方公里，海拔高度185米，2001年人口243，人口密度每平方公里314.36人。